# Ture Bosin
Ture Axelsson Bosin, född 23 september 1894 i Umeå, död 14 mars 1983 på Lidingö, var en svensk konstnär. Han var son till Axel Bosin.
Han studerade vid Tekniska skolan och Wilhelmsons målarskola och genomgick Konsthögskolan där han studerade för Olle Hjortzberg. Han har liksom intimisterna tagit intryck av impressionismen och Cézanne och står i sina öländska naturstudier, såsom en i Vicklebyskolan, nära William Nording och Torsten Palm.
Förutom landskapsmotiv från Öland och Lidingö märks främst interiörmålningar och stilleben. Bosin är representerad vid Kalmar konstmuseum. Bosin är begravd på Lidingö kyrkogård.